# ایوان

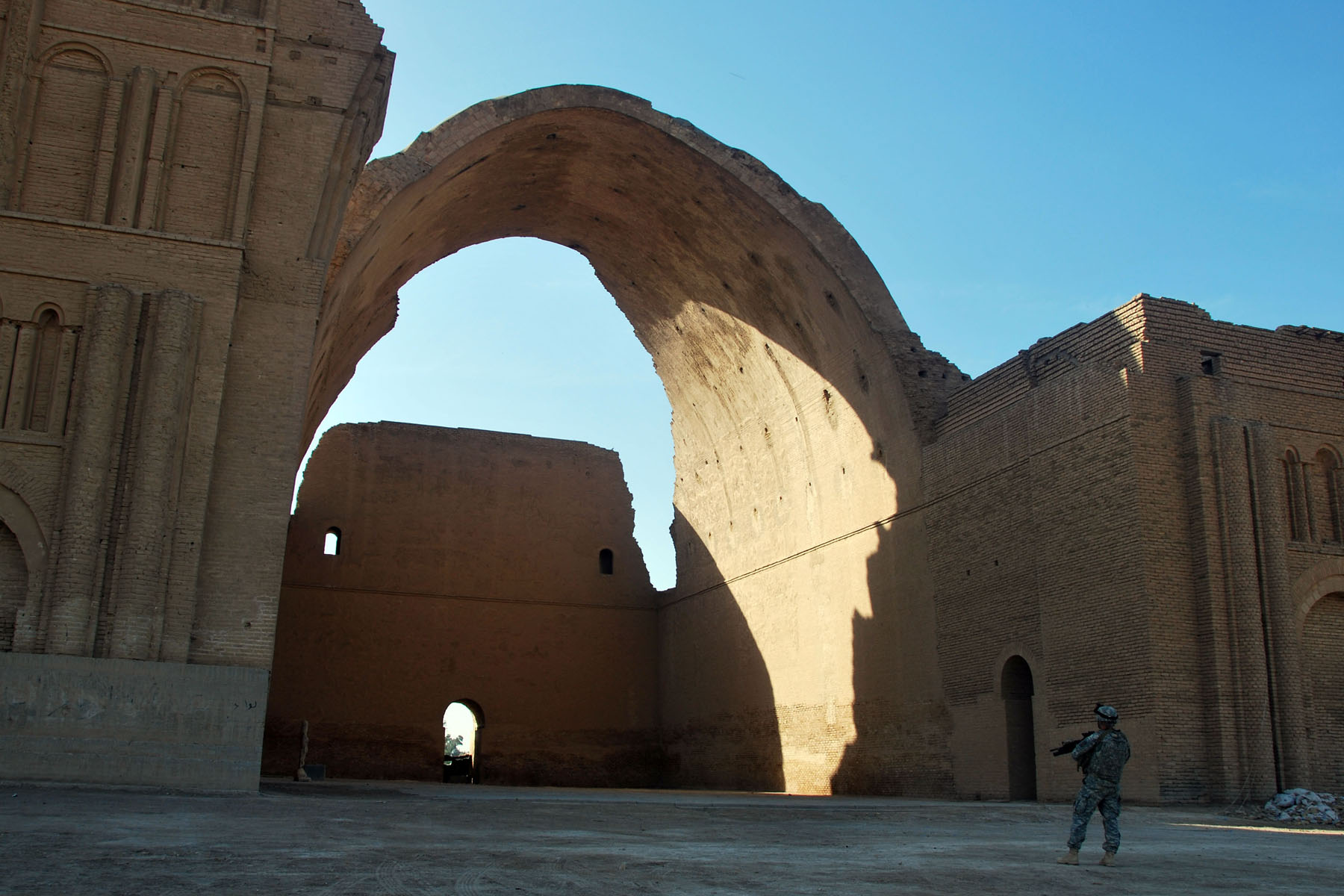
«ایوان مدائن» یا «طاق کسری»، مشهورترین نمونه ایوان در معماری ایرانی

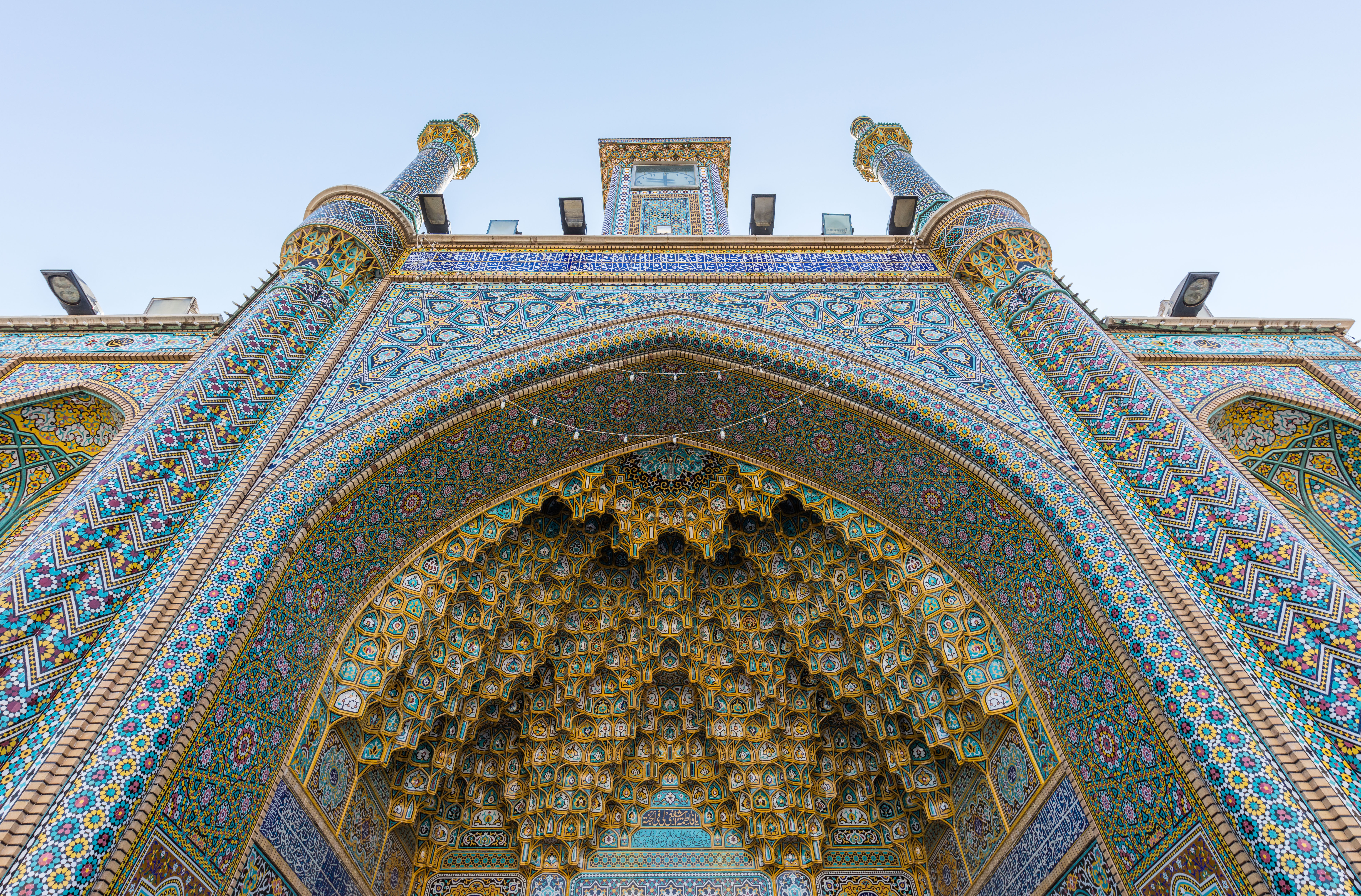
ایوان حرم فاطمه معصومه در قم.

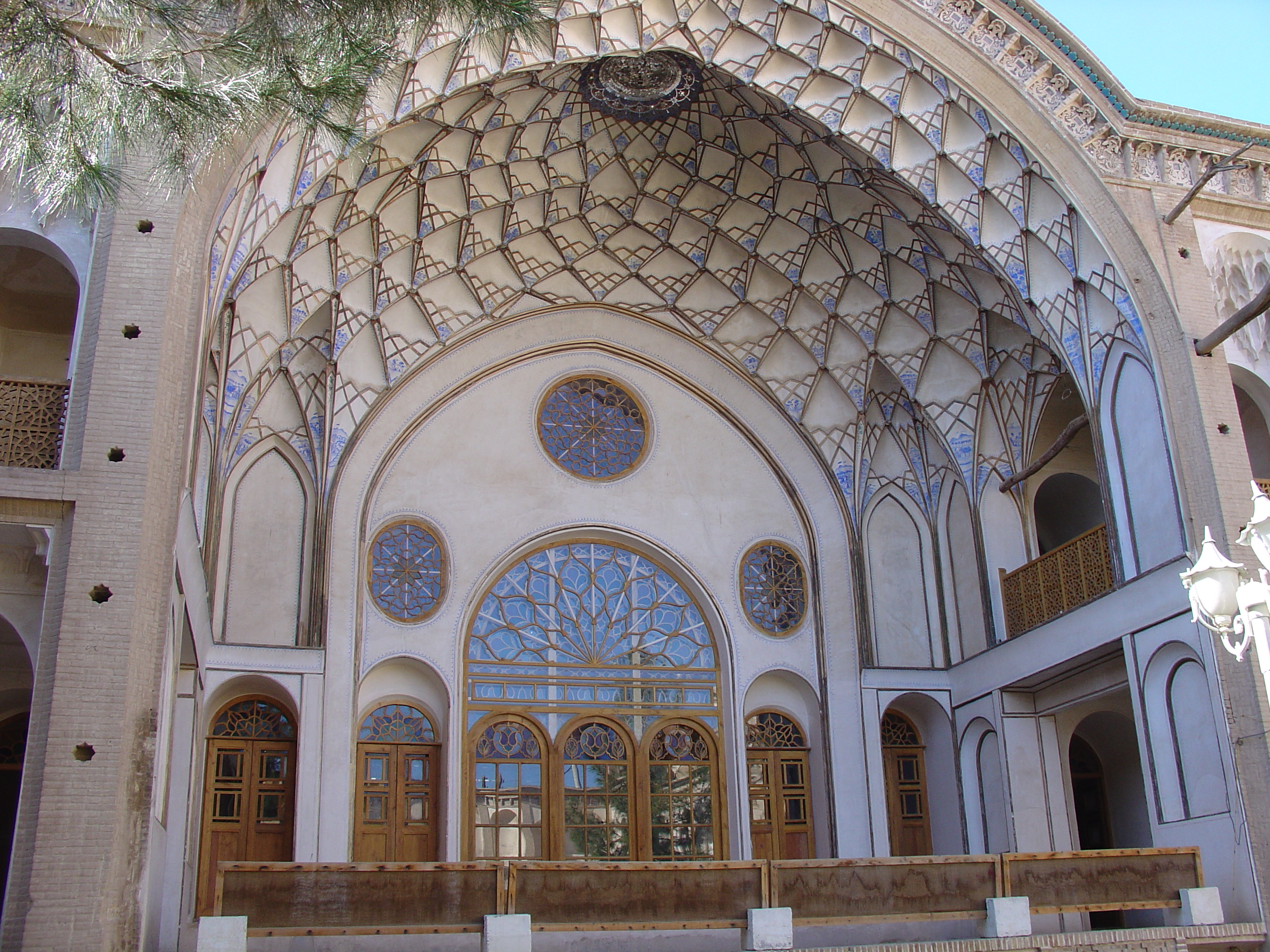
ایوان خانه عامری‌ها در کاشان

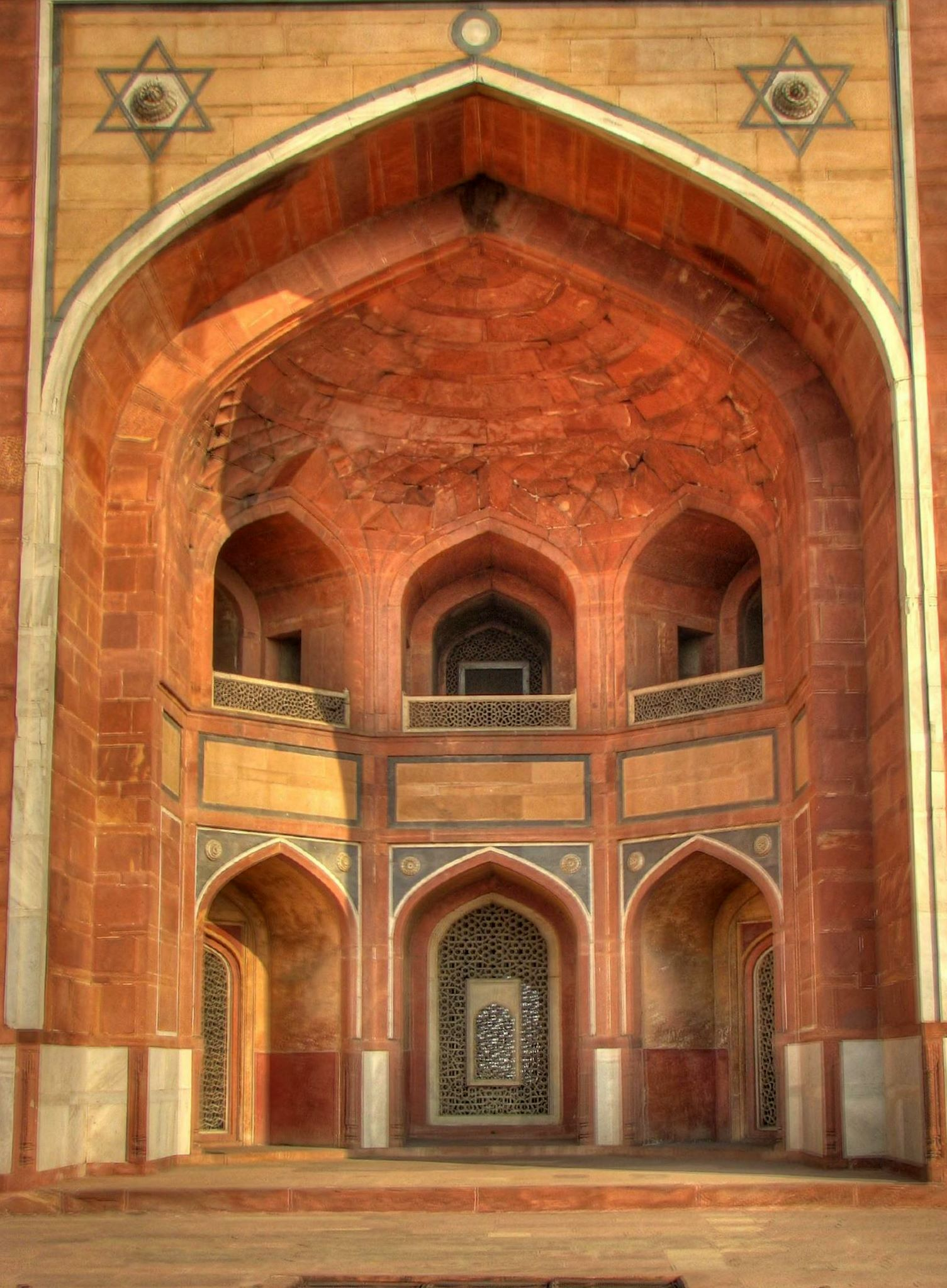
ایوان آرامگاه همایون در دهلی.

اِیوان به نشستنگاهی بلندتر از اطراف خود گفته می‌شود که معمولاً در بخش بیرونی بناها ساخته می‌شود.
ایوان در معماری ایرانی از زمان اشکانیان و شیوه پارتی (اشکانی) مورد استفاده قرار گرفته‌است و تاکنون به شیوه‌های گوناگون ساخته می‌شود. ایوان‌ها معمولاً از یک طاق آهنگ تشکیل می‌شوند، از سه طرف بسته هستند، و به طرف میانسرا باز می‌شوند. ایوان‌ها به صورت فضاهای ورودی و خروجی ساخته می‌شوند، در حالی که برای جریان یافتن هوا باز هستند، از تابش آفتاب پیشگیری می‌کنند، و به عنوان یکی از اجزای تشکیل دهنده اهمیت فوق‌العاده‌ای دارد و به بنا، برجستگی و شکوه می‌بخشد. ایوان کانونی است برای تزیینات مختلف بنا، مانند ایجاد مقرنسهایی با شیوهٔ آجرکاری، گچبری و کاشیکاری.
به نوشته دانشنامه ایرانیکا، «ایوان» واژه‌ای است پارسی که در زبان‌های عربی و ترکی نیز به کار برده می‌شود.
شرق ایران به ویژه خراسان جایگاه ایوان‌هاست؛ و ایوان‌های بزرگ از دوره اشکانی در ایران باقیمانده‌است.
زیباترین و عالی‌ترین ایوان‌ها در مساجد و بناهای اسلامی ایران است و ایوان‌های ایرانی اغلب بلند و متناسب با بنا با طاق‌نماهای بسیار جالب و متنوع ساخته شده‌اند.

## ایوان در خانه‌های سنتی
ایوان از مهم‌ترین فضاهای معماری ایرانی و بیشتر در خانه های سنتی به چشم می‌خورد، به لحاظ فرم و جایگاه و ابعاد متنوع است، و عملکردهای زیادی دارد. برای مثال به نمونهٔ بدون سقف آن گاه بهارخواب و در برخی شهرها مهتابی می‌گویند. گونهٔ دیگری از آن با ستونهای متنوع در جلو و ارتفاعی برابر سقف و عرضی کم رواق نام دارد. رواق نیز از سه سو بسته و از یک سو باز است.
ایوان نمایشگر امکانات تعیین و تحدید فضا است و همانا «طریقت» یا فضای انتقالی بین عوالم زمینی و زمانی است از دیدگاه فراطبیعی، ایوان خود مقام نفس به‌شمار می‌آید و در میان حیاط در مقام روح و اتاق در مقام جسم سیر می‌کند.
ایوان واسطه ایست و این واسطه بودن از لحاظ شکلی در فرم دوگانه آن (از سه سو بسته و از یک سو باز و…) به تمامی نمود یافته‌است. در دید از بیرون به درون می‌توان ایوان را از آنجایی که معمولاً ارتفاعی بلندتر از سایر نقاط در نما دارد و زودتر به چشم می‌آید همانا معرفی‌کننده و پیشانی نماست.
در دید از درون به بیرون ایوان گشادگی فضای محصور و چشم خانه است. رو به سوی باغی کوچک که خود در معنا و مفهوم پردیس است و با چهار گوش مرکز آب نمادی از کمال است.

## ایوان در خانه‌های عربی
لیوان (līwān) یک اصطلاح مورد استفاده در زبان عربی از عصرهای گذشته و قدیم می‌باشد که به یک مکان با طول زیاد و تنگ جلوی سالن اصلی خانه اشاره دارد، این مکان علی العموم به سمت بیرون منزل و ساختمان باز است.

### موقعیت
ایوان به‌طور عام در سمت جنوبی خانه‌های عربی در منطقه دریای مدیترانه قرار دارد. ایوان مکان محدودی است که توسط سه دیوار احاطه شده‌است، این مکان دارای یک سقف با سه ستون که با نقاشی آراسته شده‌است می‌باشد. ایوان چون از سمت شمال باز می‌باشد، برای استقبال و پذیرایی از میهمانان در فصل تابستان استفاده می‌شود. ایوان به‌طور معمول در یک مکان بالاتری از سطح منزل تقریباً بین ۲۴ الی ۴۰ سانتیمتر از سطح منزل قرار دارد. دیوار اصلی ایوان شامل محراب پوشیده از گل و مجسمه و دیگر اشکال تزیینی می‌باشد مانند سجاده و حصیر که به‌طور معمول روی سطح ایوان فرش شده‌است، در کنار دیوارهای ایوان گلها و سبزه‌های دیگری نیز وجود داشته‌است.
در دو طرف ایوان به‌طور معمول دو اتاق متشابه و متقارن و متناظر قرار دارد. تاریخچه درست کردن ایوان در نزد عرب به ۲۰۰۰ سال پیش بر می‌گردد.
به‌طور معمول ورودی این خانه‌ها به ایوان ختم می‌گردیده‌است. در طرفین ایوان اتاق‌های زندگی قرار دارد. از لیوان مانند اتاق پذیرایی استفاده می‌شود، ایوان اساساً در عمق منازل ساخته می‌شده‌است و در بعضی از مواقع سقف ایوان از سه گنبد تشکیل شده‌است، همچنین در طرفین ورودی ایوان پنجره قرار دارد. این مکان به‌طور معمول دربشان رو به حیاط ساختمان باز می‌شود. ساختمان الامام الخلیل یک مثال خوب در این مورد می‌باشد.